# 胡薩里夫卡 (巴爾溫科韋市鎮)
48°52′52″N 37°9′42″E / 48.88111°N 37.16167°E
胡薩里夫卡（烏克蘭語：Гусарівка）是位於烏克蘭東部的村莊，由哈爾科夫州伊久姆區的巴爾溫科韋市鎮負責管轄。該村處於蘇希托雷茨河畔，始建於1923年，面積1平方公里，海拔高度85米，2001年人口575。